# Erythrochiton gymnanthus
Erythrochiton gymnanthus är en vinruteväxtart som beskrevs av J.A. Kallunki. Erythrochiton gymnanthus ingår i släktet Erythrochiton och familjen vinruteväxter. Inga underarter finns listade i Catalogue of Life.